# فلستین (آرکانزاس)
فلستین (آرکانزاس) (به انگلیسی: Palestine, Arkansas) یک شهر در ایالات متحده آمریکا با جمعیت ۷۴۱ نفر است که در آرکانزاس واقع شده‌است.

## موقعیت جغرافیایی
موقعیت جغرافیایی شهرها و مناطق اطراف به شرح زیر است:

## نگارخانه

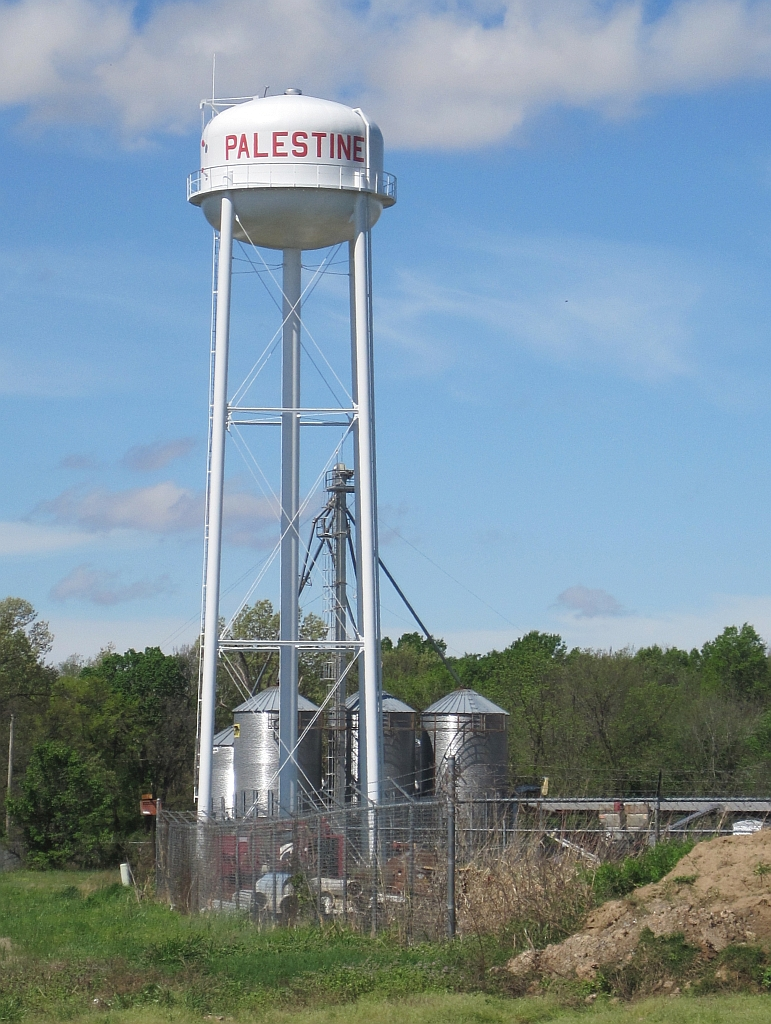
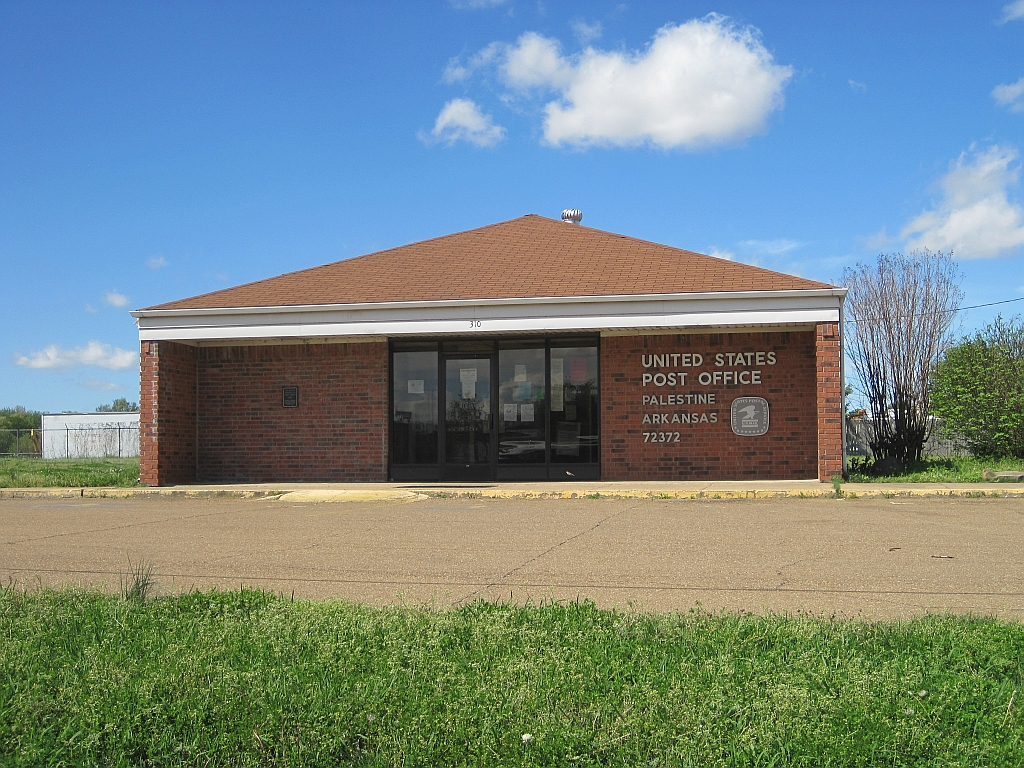
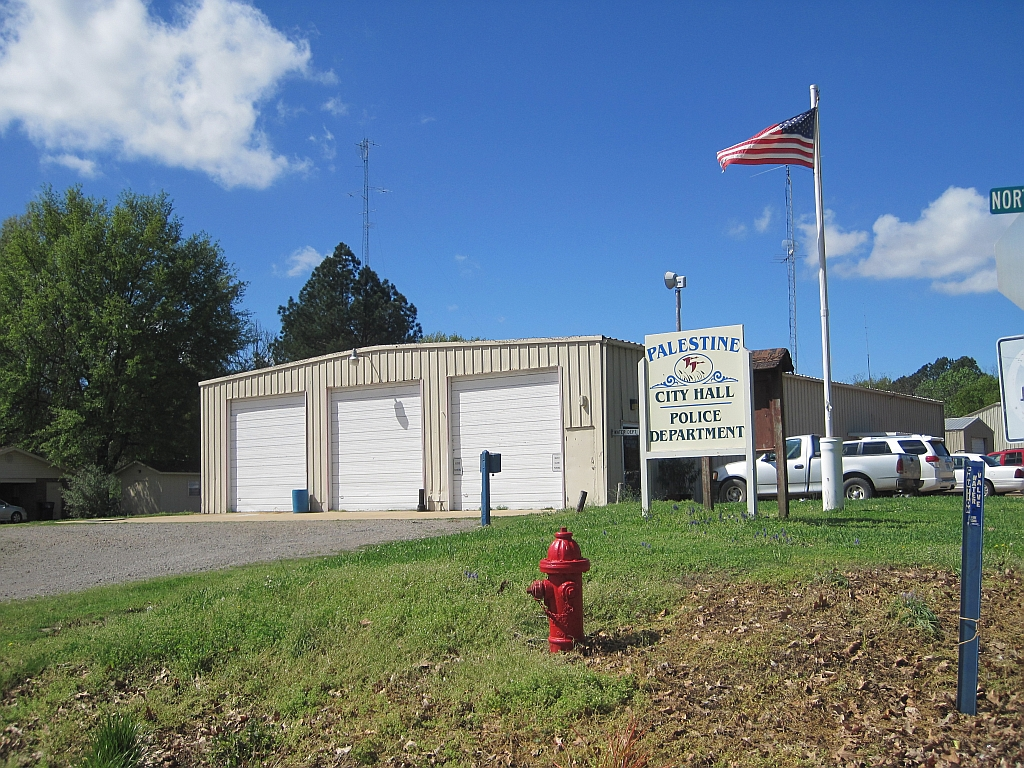
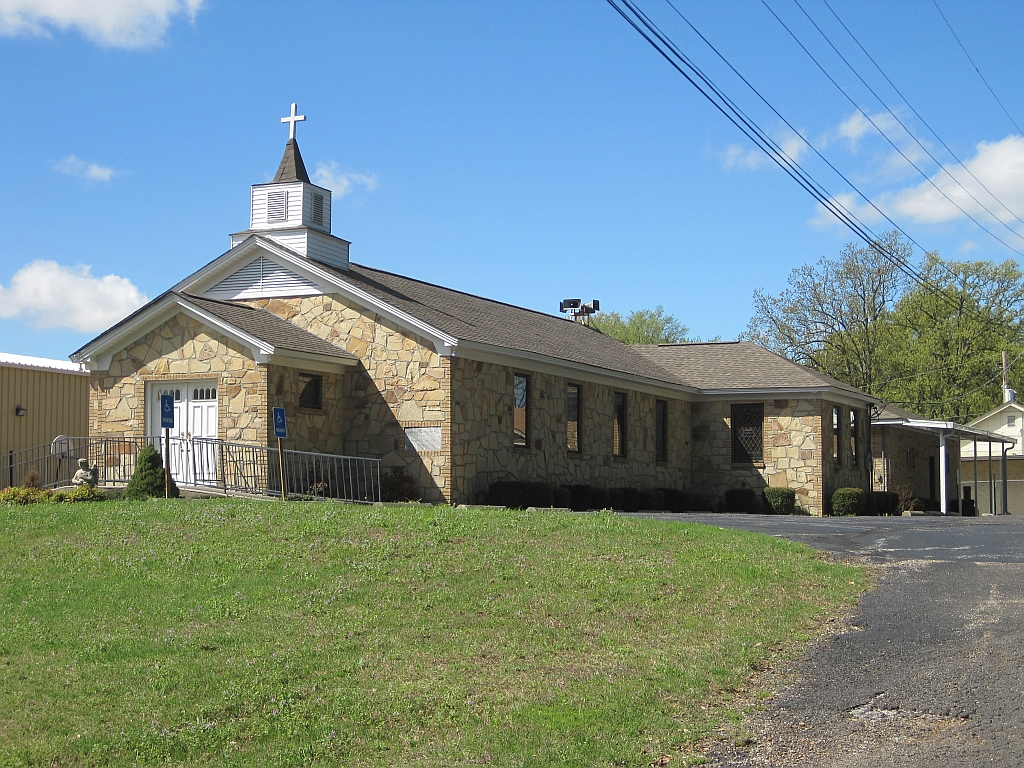
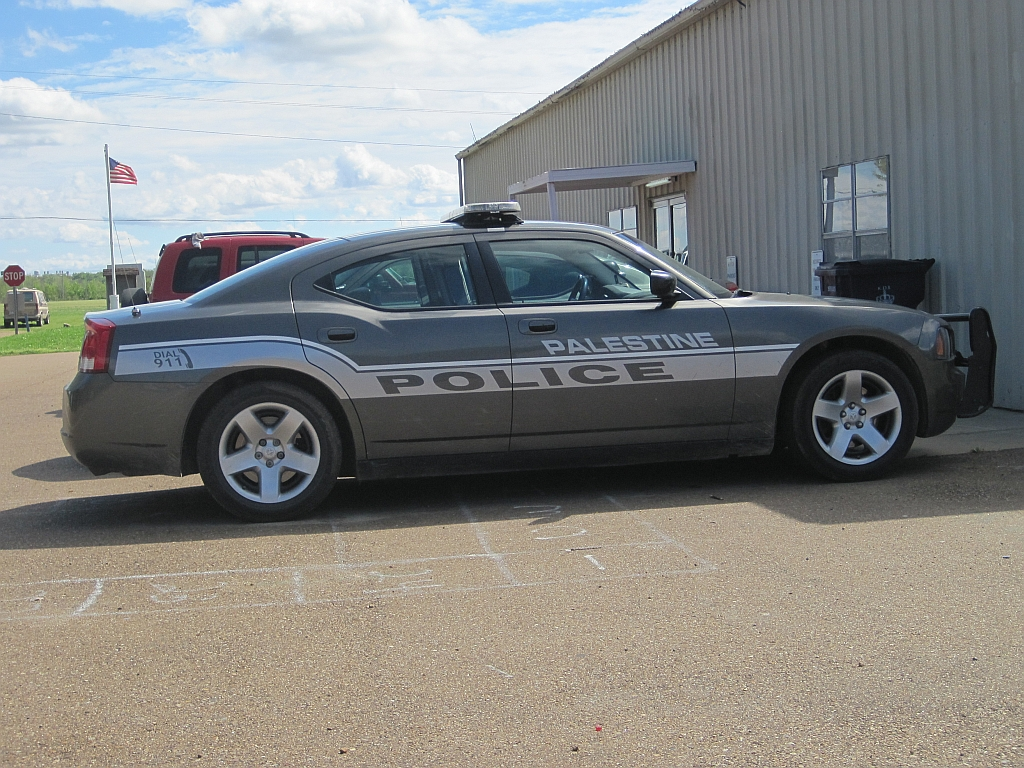